# Antônio de Araújo
Antônio de Araújo (Ilha de São Miguel, 1566 – Capitania do Espírito Santo, 1632) foi um padre jesuíta português que atuou no Brasil Colônia e publicou, em 1618, o Catecismo na língua brasílica, no qual se contém a suma da doutrina cristã, o maior texto conhecido escrito em tupi antigo.
Antônio de Araújo nasceu em 1566 na Ilha de São Miguel, nos Açores, sendo filho de Joaquim de Araújo e de Ana Pacheco. Em 1582, aos 16 anos, ele veio para o Brasil e, na Bahia, entrou na Companhia de Jesus. Foi procurador do Colégio da Bahia. Em 1618, publicou Catecismo na língua brasílica. Faleceu em 1632 na Capitania do Espírito Santo.

## Catecismo na língua brasílica
O Catecismo na língua brasílica foi o primeiro dos catecismos publicados em tupi antigo e é, também, o mais longo texto de que se tem conhecimento nessa língua.:104 Ele orientou, por quase dois séculos, os missionários na obra de evangelização no Brasil Colônia.:6 Foi uma adaptação do catecismo publicado em 1602 pelos jesuítas Marcos Jorge e Inácio Martins. A obra é quase toda escrita em tupi antigo, por meio de diálogos e exortações. Apenas no livro VII é que se verifica predominância de outra língua, a latina.:7 Em 1686, recebeu uma segunda edição feita pelo padre jesuíta Bartolomeu de Leão.:3